# Chitrino (gmina)
Chitrino (bułg. Община Хитрино)  − gmina w północno-wschodniej Bułgarii, w obwodzie Szumen.

## Miejscowości
Miejscowości wchodzące w skład gminy Chitrino:
- Bajkowo (bułg.: Байково),
- Bliznaci (bułg.: Близнаци),
- Chitrino (bułg.: Хитрино)  − siedziba gminy,
- Czerna (bułg.: Черна),
- Dłyżko (bułg.: Длъжко),
- Dobri Wojnikowo (bułg.: Добри Войниково),
- Edinakowci (bułg.: Единаковци),
- Iglika (bułg.: Иглика),
- Kalino (bułg.: Калино),
- Kamenjak (bułg.: Каменяк),
- Razwigorowo (bułg.: Развигорово),
- Sliwak (bułg.: Сливак),
- Stanowec (bułg.: Становец),
- Studenica (bułg.: Студеница),
- Terweł (bułg.: Тервел),
- Timarewo (bułg.: Тимарево),
- Trem (bułg.: Трем),
- Wisoka polana (bułg.: Висока поляна),
- Wyrbak (bułg.: Върбак),
- Zwegor (bułg.: Звегор),
- Żiwkowo (bułg.: Живково).